# ایت اومالو
آیت اومالو (به عربی: أیت أومالو) یک شهرداری در الجزایر است که در استان تیزی وزو واقع شده‌است.